# Li Juan
Li Juan (chinês tradicional: 李娟; Tianjin, 15 de maio de 1981) é uma jogadora de voleibol chinesa, medalhistas olímpica nos Jogos de Pequim.
Em sua única aparição olímpica, Li integrou a seleção chinesa nas Olimpíadas de 2008, em Pequim. Participou de todos os oito jogos na campanha que rendeu a medalha de bronze à China, e seu melhor desempenho foi justamente na partida que definiu o terceiro lugar contra Cuba, onde marcou 11 pontos.